# Contributions to Western Botany
Contributions to Western Botany (abreviado Contr. W. Bot.) es un libro con ilustraciones y descripciones botánicas que fue escrito por el geólogo, botánico y explorador estadounidense Marcus Eugene Jones y publicado en 18 números en el año 1891.

## Publicación
- Números 1-2 publ. en Zoe (vol. 2,unidentified by this title);
- Números 3-6, y 9, in Zoe con este título,
- Número 7 en Proceedings of the California Academy, ser. 2, vol. 5;
- Números 8, y de 10-18, publicados independientemente por M. E. Jones], 1891